# Möckeln
Möckeln is een meer in het merengebied van het landschap Småland en de Zweedse provincie Kronobergs län. Het meer heeft een oppervlakte van 48 km². En ligt op een hoogte van 136 meter boven de zeespiegel. Het meer is op zijn diepste plaats 12 meter diep.
De grootste plaats in de buurt van Möckeln is Älmhult.